# Remedios Varo
María de los Remedios Alicia Rodriga Varo y Uranga dite Remedios Varo, née le 16 décembre 1908 à Anglès (province de Gérone en Espagne) et morte le 8 octobre 1963 à Mexico, est une artiste peintre surréaliste espagnole. Contrairement à ce que l'on croit, Remedios Varo n'a jamais acquis la nationalité mexicaine, conservant sa nationalité espagnole, bien qu'elle n'ait jamais voulu retourner dans son pays natal, contrairement à son amie Leonora Carrington qui est devenue ressortissante du pays américain,,.

## Biographie
Son père est un ingénieur hydraulique, qui ramenait souvent des plans de son travail, que la jeune Remedios copiait. En 1924, Remedios Varo entre à l'Académie royale des beaux-arts Saint-Ferdinand à Madrid. En 1930, elle participe à une exposition collective à Madrid. Elle épouse le peintre basque Gerardo Lizarraga et ils s'installent à Paris.
Elle revient à Barcelone en 1932, se sépare de son mari et se lie avec le peintre Esteban Francés.
En 1936, Remedios Varo participe à l'exposition Logicofobista organisée à la Galeria Catalonia de Barcelone et rencontre le poète surréaliste français Benjamin Péret, venu combattre avec les anarchistes de la colonne Durruti sur le front de Teruel. Ils se marient et s'installent à Paris en 1937. Elle fréquente le groupe surréaliste parisien et se lie d'amitié avec l'artiste peintre anglaise Leonora Carrington. Elle présente plusieurs tableaux pour l'Exposition internationale du surréalisme de 1938 à la galerie des Beaux-Arts de Paris, et pour l'Exposition du rêve dans l'art organisée par Frédéric Delanglade. Sa toile El Deseo (Le Désir) est reproduite dans le no 10 de la revue Minotaure.
À la fin de l'année 1940, Remedios Varo et Benjamin Péret retrouvent André Breton et quelques surréalistes réfugiés à Marseille, dans la villa Air-Bel du quartier de La Pomme, louée par le journaliste américain Varian Fry, dans l'attente d'un visa de sortie du territoire français. Ils parviennent à quitter la France en 1941 pour le Mexique. Elle y retrouve Gerardo Lizárraga, Esteban Francés, Leonora Carrington, Gordon Onslow Ford, Wolfgang Paalen et sa femme Alice Rahon. Elle crée des publicités pour la compagnie pharmaceutique Bayer, fait de la décoration, peint des meubles et restaure des céramiques pré-colombiennes.[réf. nécessaire]
En 1947, elle se sépare de Benjamin Péret. Puis elle participe à l'Exposition internationale du surréalisme organisée à la galerie Maeght à Paris.
Après un voyage au Venezuela où elle participe, avec son frère le docteur Rodrigo Varo, à une expédition entomologique, Remedios Varo rencontre Walter Gruen qui l'encourage à peindre à nouveau. Ils se marient en 1953.
En 1955, la Galería Diana de Mexico organise sa première exposition personnelle. En 1958, la Galería Excelsior organise le premier Salon de la Plastica Femenina où sont exposées quelques-unes de ses œuvres aux côtés de celles de Leonora Carrington et d’Alice Rahon. En 1962, la Galería Juan Martín présente sa deuxième exposition personnelle et elle participe à l'Exposition internationale de Tokyo.[réf. nécessaire]
Remedios Varo meurt d'une crise cardiaque à 54 ans.
Son dernier tableau Nature morte ressuscitant est la seule œuvre sans aucun personnage.
En 1964, une rétrospective est organisée au musée des beaux-arts de Mexico qui attire plus de 50 000 visiteurs. Dans la revue surréaliste La Brèche, André Breton rend hommage à son œuvre « tout entière » surréaliste : « Remedios, la féminité même, ici en hiéroglyphe le jeu et le feu dans l'œil de l'oiseau. »

## Œuvres

### Peinture
- 1935 : L'étoffe des rêves (El Tejido de los Sueños)
- 1955 : La Revelación o el Relojero[8]
- 1955 : Sympathie, huile sur masonite[9]
- 1955 : Le paradis des chats (El paraíso de los gatos)
- 1957 : Création des oiseaux (Creación de las aves), huile sur masonite
- 1959 : Exploración de las fuentes del río Orinoco[10]
- 1959 : Encuentro, huile sur toile[11]
- 1960 : Visita al cirujano plástico, huile sur masonite[12]
- 1960 : Mimétisme, huile sur masonite[13]
- 1962 : Vampiros Vegetarianos[14]
- 1963 : Fenomeno

### Publications
- 1942 : Lady Milagra
- Pleine marge, n° 4, Paris, 1986 : choix de textes
- Cartas, sueños y otros textos, Mexico, éditions Era, 1997 et 2002

### Filmographie
- Remedios Varo, la féminité même, film documentaire réalisé par Tufic Makhlouf Akl, produit par Aube Elléouët et Oona Elléouët, co-édité avec Seven Doc. Sorti en 2013.